# Silvestriola minima
Silvestriola minima är en tvåvingeart som först beskrevs av Rubsaamen 1891.  Silvestriola minima ingår i släktet Silvestriola och familjen gallmyggor.
Artens utbredningsområde är Tyskland. Inga underarter finns listade i Catalogue of Life.